# 吉田晶樹
吉田 晶樹（よしだ まさき、1974年 - ）は、日本の地球科学者。
専門は、地球内部物理学（マントルダイナミクスとプレートテクトニクス）、地球史、地震学、数値流体力学。数値シミュレーションの手法を用いたマントル対流と大陸移動の研究や、地球物理学的観測データを用いたマントルの構造解明の研究などに従事。

## 略歴
徳島県阿南市出身。1993年、徳島県立富岡西高等学校普通科卒、1998年、広島大学理学部地球惑星システム学科卒、2000年、同大学院理学研究科地球惑星システム学専攻博士課程前期修了、2003年、東京大学大学院理学系研究科地球惑星科学専攻博士後期課程修了、博士（理学）。博士論文は『プレート運動を伴う地球マントル対流のダイナミクスに関する数値シミュレーションによる研究』。2003年、海洋科学技術センター地球シミュレータセンター研究員、2006年、独立行政法人海洋研究開発機構地球内部変動研究センター研究員、2010年、同機構地球内部ダイナミクス領域主任研究員、2011年-2012年、東京大学地震研究所客員准教授。

## 受賞
- IEEE SC2004 ゴードン・ベル賞（最高性能賞） 2004年11月
- 海洋研究開発機構 平成24年度業績表彰（研究開発功績賞） 2013年4月
- 科学技術団体連合 平成24年度第7回科学技術の「美」パネル展 優秀賞 2013年4月
- 社団法人可視化情報学会 第25期学会賞（映像賞） 2014年7月

## 著作

### 著書
- 『地球はどうしてできたのか マントル対流と超大陸の謎』講談社〈ブルーバックス B-1883〉、2014年9月。ISBN 978-4062578837。[3][4]

### 論文
- 吉田晶樹「大陸移動の原動力と大陸内応力場の起源」『日本地質学会学術大会講演要旨』、日本地質学会、2015年9月、337頁、NAID 130005483179。
- 吉田晶樹「大陸とプレートを動かす力とは何か 大陸移動説"完成"から100年目でわかっていること」『科学』第85巻第7号、岩波書店、2015年7月、692-704頁、NAID 40020500082。[5]
- 吉田晶樹「プレート運動と大陸移動の原動力 再考」『地質学雑誌』第121巻第12号、日本地質学会、2015年12月、429-445頁、NAID 130005137430。
- 吉田晶樹「プレートテクトニクス50年のいま」『パリティ』第34巻第1号、丸善出版、2019年1月、59-61頁、NAID 40021756544。